# Circuito diretto numerico
In telecomunicazioni il circuito diretto numerico (CDN) (cosiddette linee dedicate) definisce dei collegamenti punto-punto o punto-multipunto mediante tecniche digitali con velocità fino a 2 Mbit/s e nel caso di collegamenti diretti numerici "ad alta velocità" sono definiti tagli da 34 Mbit/s, 155 Mbit/s, 622 Mbit/s, 2,5 Gbit/s.

## Descrizione
- In Europa, si distinguono questi tipi di linee secondo la capacità di banda:[1][2][3]
  - E0 = 1 linea E0 (64 kbps)
  - E1 = 32 linee E0 (2 Mbps)
  - E2 = 128 linee E0 (8 Mbps)
  - E3 = 16 linee E1 (34 Mbps)
  - E4 = 64 linee E1 (140 Mbps)

- Negli USA la sigla è la seguente:[1][2][3]
  - T1 = 1 linea T1 (1.544 Mbps)
  - T2 = 4 linee T1 (6 Mbps),
  - T3 = 28 linee T1 (45 Mbps).,
  - T4 = 168 linee T1 (275 Mbps).

Offrono garanzie di sicurezza e affidabilità ad un costo anche dieci volte superiore ad una tecnologia xDSL di pari velocità. 
I costi sono definiti in base alla lunghezza della tratta da collegare.
La tecnologia XDSL opera sul cosiddetto "ultimo miglio" quindi su di distanze di pochi km, fino alla centrale più vicina, mentre i CDN possono collegare siti anche a migliaia di km di distanza.
In Italia Telecom Italia possiede l'infrastruttura CDN più capillare, attraverso una offerta wholesale di riferimento (Delibera n. 440/03 dell'Autorità per le Garanzie nelle Comunicazioni e Delibera n. 45/06/ dell'Autorità per le Garanzie nelle Comunicazioni) ed ha l'obbligo di fornire i CDN agli operatori licenziatari ed eventualmente agli operatori autorizzati. Gli obblighi differiscono in funzione delle finalità d'uso degli operatori affittuari.